# یناگوا
یناگوا (به لاتین: Yenagoa) یک شهر در نیجریه است که در ایالت بایلسا واقع شده‌است.

## خصوصیات
یناگوا ۱٬۶۹۸ کیلومترمربع مساحت و ۲۶۶٬۰۰۸ نفر جمعیت دارد.